# Alekszej Ivanovics Butakov

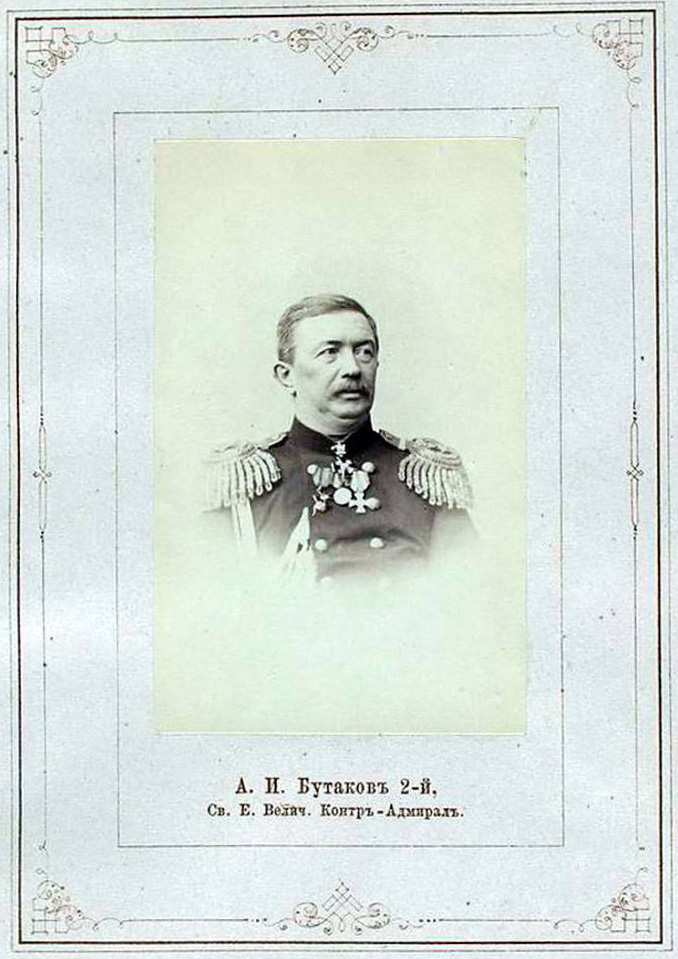

Alekszej Ivanovics Butakov (orosz nyelven: Алексей Иванович Бутаков; Oroszország, Kronstadt, 1816. február 19. – Németország, Schwalbach, 1869. június 28.) orosz tengerésztiszt, ellentengernagy, utazó. Az Aral-tó egyik első kutatója.

## Élete
Apja tengerésztiszt volt, aki fiait is tengerésznek nevelte. Három fiából tengernagy lett, közülük Ivan kétszer is körbe hajózta a Földet Ivan Goncsarovval egy hajón, a Fallada fregatton.)
Alekszej, a legidősebb fiú Szentpéterváron, tengerészeti iskolában tanult, majd több mint egy évtizedig a Balti-tengeren szolgált. Hadnagyként 1840–1842-ben egy katonai célú szállítmánnyal Föld körüli hajóúton vett részt. A hajó Kronstadtból Kamcsatkára tartott, a kapitány hibái miatt azonban útját botrányok kísérték. Visszatérésüket vizsgálat követte, Butakovot ezt követően a fővárostól távoli Aral-tóhoz vezényelték, hogy föltérképezze azt.
1848 tavaszán érkezett Orenburgba. Hajójavító műhelyt rendezett be, és az ott megépített „Konsztantyin” nevű szkúnert darabjaira szedve, kocsikon szállították a tóhoz. 1848–1849-ben két nagyobb hajóút során körbehajózta és részletesen fölmérte a tavat és partjait.

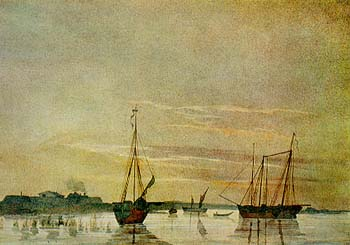
Szkúnerek az Aral-expedíción, Kos-Aral. (Tarasz Sevcsenko rajza)

1853-ban részt vett a kokandi kánsági székhely, Ak-mecset (későbbi nevén: Perovszk; ma: Kizilorda, Kazahsztán) elfoglalásában. Később főként a Szir-darja vizsgálatával foglalkozott. 1855-ben felmérte és leírta a folyó alsó szakaszát, majd 1861–1863-ban a középső folyását is. Közben 1857–1859-ben az Aral-tavi flotta parancsnokaként részt vett a Hívai Kánság elleni harcokban, 1859-ben pedig az Amu-darja deltáját kutatta, (mely azóta kiszáradt).
1860-ban Angliába küldték, ahonnan két fémtestű gőzhajót rendeltek, ezeket vezette hazájába, az Aral-tóhoz. Az 1860-as évek közepén végül a fővárosba helyezték át és 1867-ben ellentengernaggyá nevezték ki. Az Aral-tó felmérésében szerzett érdemeiért 1853-ban Humboldt ajánlására a berlini földrajzi társaság tiszteletbeli tagjává választotta, 1867-ben pedig a Brit Királyi Földrajzi Társaság érmével tüntették ki. Nem sokkal később súlyos betegségének gyógykezelésére Németországba utazott, ott érte a halál.

## Az Aral-tó kutatása
Az első évben, 1848 nyarán Butakov közel két hónapos hajóutat vezetett. A kemény telet egy Kosz-Aral nevű csöndes erődben vészelték át, utána folytatták a munkát, majd Orenburgban fejezték be az összegyűjtött anyag földolgozását.
A mainál akkor még jóval nagyobb kiterjedésű tavon ekkor végeztek először hidrológiai méréseket. Többek között megállapították az áramlatok sebességét és irányát, meghatározták a tó akkori legmélyebb pontját (68 m). Butakov térképészeti felvételt készített, felmérte a tó partvonalát, a partok földtani jellemzőit, felfedezte és leírta több szigetét, köztük a tó nyugati részén fekvő Újjászületés- (Vozrozsgyenyije-) szigetet is.
Butakov még Orenburgba érkezésekor megtudta, hogy az ukrán költő, Tarasz Sevcsenko ott tölti száműzetését, aki kiváló festő is volt. Butakovnak sikerült elérnie, hogy a költő csatlakozhasson az expedícióhoz, hiszen amúgy is szükség volt egy festőre, aki elkészíti a partvidék rajzait. Sevcsenko az expedíció végig, még Orenburgba való visszatérésükkor is az expedícióval maradt, elkészítette a szükséges rajzokat. Számára a kutatóút a kemény kaszárnyai élet után felüdülést jelentett és visszaadta alkotóerejét. Az expedíció által gyűjtött adatok alapján a tóról készített térképet az orosz tengerészeti minisztérium adta ki 1850-ben.